# Der kalte Himmel
Der kalte Himmel ist ein zweiteiliger Fernsehfilm des Regisseurs Johannes Fabrick. Das Drehbuch schrieb Andrea Stoll. Christine Neubauer ist in der Hauptrolle besetzt. Die Erstausstrahlung erfolgte am 3. Januar 2011 im Ersten sowie am 4. Januar 2011 in Österreich.

## Handlung
Eine ländliche Gemeinde im Herbst 1967 in der Hallertau. Der sechsjährige Felix, drittes Kind der Hopfenbauern-Familie Moosbacher, steht kurz vor der Einschulung. Doch das Verhalten des anfangs nur auffallend stillen und zurückhaltenden Jungen wird zunehmend rätselhaft. Immer häufiger kommt es zu Situationen, in denen er seine Umwelt überhaupt nicht wahrzunehmen scheint, er reagiert nicht auf Ansprache und vermeidet Blickkontakt. Schon am ersten Schultag zeigt sich, dass es Felix unmöglich ist, sich in die Klassengemeinschaft einzufügen.
Die meisten im Dorf sehen in seinem auffälligen Verhalten einfach nur schlechte Erziehung. Die abergläubische Großmutter vermutet gar eine Besessenheit und organisiert mit dem katholischen Pfarrer eine Dämonenaustreibung. Schließlich will Felix’ Vater Paul, der um seine wirtschaftliche Existenz kämpft, das Problem aus der Welt schaffen, indem er Felix auf Empfehlung des Schulleiters zur Hilfsschule bringt.
Nur Felix’ Mutter Marie ist davon überzeugt, dass Felix weder dumm noch schlecht erzogen ist, und verweist auf seine Fähigkeiten: Er kann ohne jeden Schulunterricht perfekt rechnen und lesen, kennt alle Wetterberichte des letzten Jahres auswendig und beschäftigt sich mit komplizierten Zahlen- und Formenspielen. Doch auch sie muss einsehen, dass Felix’ exzentrische Verhaltensweisen Probleme aufwerfen.
Eine kurze Erleichterung kommt in Person von Alex, der aus Berlin stammenden neuen Kantorin im Dorf. Felix ist von ihrer Musik fasziniert, außerdem spürt er bei ihr die Freiheit, so sein zu dürfen, wie er ist. Doch eine Frau als hauptamtlicher Kantor, die noch dazu sichtlich der Hippie-Kultur nahesteht, ist im ländlichen Bayern der 1960er-Jahre ein Skandal. Bevor Alex ihre Kantorenstelle wieder verliert und nach Berlin zurückkehrt, macht sie Marie mit Niklas Cromer bekannt, einem idealistischen jungen Arzt aus Berlin, der sich auf die gerade entstehende Kinder- und Jugendpsychiatrie spezialisiert.
Auf Niklas’ Rat reist Marie mit Felix nach München, um ihn dort von qualifizierten Ärzten untersuchen zu lassen, doch das wird zum Fiasko. Auch diese können sein Verhalten nicht einordnen und diagnostizieren Schizophrenie, Tobsucht und Aggression, nachdem der zunächst ruhige Felix in einer für ihn bedrohlichen Situation panisch um sich geschlagen hat. Marie kann gerade noch seine Einweisung in die geschlossene Psychiatrie verhindern.
Schließlich sieht Marie keinen anderen Ausweg, als sich mit Felix auf die weite Reise nach West-Berlin zu machen, wo Niklas praktiziert. Seine Adresse hatte er ihr hinterlassen.
Der zweite Teil des Films schildert die Vorgänge in West-Berlin, die Marie in ungeahnte Bedrängnis bringen: Abgesehen davon, dass die Untersuchungen für eine qualifizierte Diagnose sehr viel länger dauern als die eine Woche, die Paul ihnen für die Reise zugestanden hat, muss sie erfahren, dass psychiatrische Behandlungen nicht von der Krankenkasse übernommen werden. Um das nötige Geld zu verdienen, nimmt Marie Stellungen als Bedienung an, zunächst in einer Gastwirtschaft, dann in einem Nachtclub, obwohl Felix eigentlich nicht allein bleiben kann. Zu ihrem großen Glück kommt sie in der Kommune unter, in der Alex nun wohnt. Das vorurteilsfreie Zusammensein mit den dort lebenden Kindern tut Felix sehr gut. Doch die Ehe mit Paul gerät in eine Krise. Er wirft Marie offen vor, im Engagement für Felix ihre anderen Kinder zu vernachlässigen und die Familie zu zerreißen.
Niklas beschäftigt sich in langen Sitzungen mit Felix’ besonderer Persönlichkeit und analysiert schrittweise seine Verhaltensweisen: Felix’ auffallende mathematische Fähigkeiten, seine Arten der Selbstbeschäftigung, seine synästhetische Wahrnehmung von Zahlen. Als er schließlich entdeckt, dass Felix ein Musikstück in Form von Zahlenreihen als eine Art Notenschrift dargestellt hat, zieht er einen weiteren Spezialisten hinzu. Darauf kann er Marie und dem am Vortag dazugestoßenen Paul eröffnen, dass Felix eine Form des Asperger-Syndroms hat und hochbegabt ist, dass aber andererseits eine Heilung seines Verhaltens nicht möglich ist und Felix zeitlebens auf Betreuung angewiesen sein wird. Enttäuscht wenden die Moosbachers sich zum Gehen. Bei ihrer Abreise am nächsten Tag rät Niklas noch zu einer neu eröffneten Schule in Nürnberg, wo Felix gezielt gefördert werden kann.
Als Moosbachers nach Hause zurückkommen, teilt ihnen Pauls Vater Xaver mit, dass er und seine Frau sich dazu entschlossen haben, Paul den gesamten Hof als Schenkung zu überlassen – auch aus schlechtem Gewissen über die ungerechte Behandlung, der Felix ausgesetzt war. Dadurch wird es möglich, Felix’ weitere Förderung zu finanzieren.

## Kritik
„Solide, aber konventionell inszeniert, vermittelt der Film die Einsicht, wie schwierig und belastend Diagnose und Therapie des Asperger-Syndroms bei Kindern sind, mit einer Tiefe und Plausibilität, die manche Holprigkeiten im Handlungsgeflecht verzeihen lassen.“

„Dieses Drama, das nur selten das Melodramatische sucht und auch nicht den klassischen Dreieckskonflikt auf dem Rücken des Kindes austrägt, ist großes Fernsehen […]. Auch wenn im zweiten Teil der Kampf der Mutter, Christine-Neubauer-gerecht, stärker in den Mittelpunkt rückt, so verliert die Geschichte das Schicksal des Jungen nie aus den Augen. Und auch wenn die Neubauer in einem Image gefangen ist, das dem Film zuwiderläuft und ihre Mitwirkung kontraproduktiv machen könnte, so ist sie doch in der Rolle des bayerischen Muttertiers optimal besetzt.“

## Auszeichnungen
- Nominierung für den Deutschen Fernsehpreis 2011 in der Kategorie Bester Mehrteiler